# Synkron digital hierarki
Synkron digital hierarki, eller SDH, synchronous digital hierarchy, är en standard för digital höghastighetskommunikation mellan telefonväxlar och andra nätnoder över optiska fibrer och radiolänkar. SDH används för multiplexering av flera dataströmmar eller kanaler så att de kan dela på ett transmissionsmedium. Detta används till exempel i telefonnät så att tusentals telefonsamtal kan överföras digitalt över samma optiska fiber eller radiolänk. SONET/SDH används i nationella bredbandsstamnät för att flera bredbandsleverantörer ska kunna dela på samma optiska förbindelse. 
SDH är en internationell motsvarighet till den amerikanska standarden SONET. När monopolet i USA avskaffades, krävdes en sammanfattande standard för optisk transmission, då olika leverantörer av optiska produkter hade egna standarder. ITU, internationella teleunionen, vidareutvecklade den amerikanska standarden SONET och anpassade denna till andra delar av världen. År 1988 fastställdes den enhetliga standarden och fick namnet SDH. SONET betraktas idag ofta som en variant av SDH, och de är kompatibla med varandra. Det finns emellertid skillnader mellan SDH och SONET vad gäller exempelvis hastighet. 
SDH är kompatibelt med den äldre standarden PDH, och har ersatt PDH i många delar av världen. Kompatibiliteten är viktigt då PDH ibland fortfarande används för lägre hastigheter i näten. PDH har en lägsta hastighet på 1,5 Mbps, medan SDH har en lägsta hastighet på 155 Mbps. 
Hastigheter för SDH benämns som STM, synchronous transport module.
STM-1, 	    155 Mbps
STM-4, 	    622 Mbps
STM-16,     2,5 Gbps
STM-64,     10 Gbps
STM-256,    40 Gbps
SONET/SDH bygger på tidsdelningsmultiplex (TDM, Time Division Multiplex) liksom även PDH gör. Detta innebär att överföringshastigheten i bit/s och tidsfördröjningen i sekunder är konstant. Kanalerna är permanenta, det vill säga de skapas inte dynamiskt vid uppkoppling utan ändras endast vid manuell omkonfigurering av nätet. SONET/SDH liksom PDH baseras på PCM-systemet för digitalisering av telefonsamtal. Det innebär att varje telefonsamtal får 8000 tidluckor per sekund, och 8 bit per tidlucka, totalt 64000 bit/sekund. SONET/SDH kräver till skillnad från PDH att alla nätnoder (växlar och multiplexorer) är synkroniserade med varandra med hjälp av atomur, vilket underlättar att komma åt enstaka kanaler, till exempel enstaka telefonsamtal, på en höghastighetsförbindelse.